# 偏執型人格障礙
偏執型人格障礙（paranoid personality disorder），简称偏执型人格，是以猜疑和偏执为特点的一种人格障碍，多始于成年早期。盛行率在0.4%~5.1%之间，男性多于女性。偏执性人格主要受遗传因素影响，遗传度约0.50，且更常见于有精神分裂症家族史的个体；此外，心理与社会因素也对此障碍形成有作用。
偏执型人格障碍主要由美国精神医学学会在《精神疾病診斷與統計手冊》（最新版为DSM-5-TR，2022）中定义，属A类群人格障碍。世界卫生组织《国际疾病分类》第十次修订本（ICD-10）也曾定义了偏执型人格障碍等8种具体的人格障碍类型，但在最新的ICD-11（2022）中已不再定义所有具体人格障碍。不过，ICD-11另用维度的方式描述了六大人格特征或模式，其中如“负性情感”的人格特征的一种表现“不信任”等与DSM定义的偏执型人格障碍患者的人格特征有相似之处。

## 名称
“偏执型人格障碍”（简称“偏执型人格”）又可称“妄想型人格障礙”（简称“妄想型人格”）。

## 症状与诊断标准
在DSM-5-TR中，偏执型人格障碍属于A类群（奇异或古怪型）人格障碍（该类群为症状类似于精神分裂症的人格障碍）。具体诊断标准为：
A. 对他人普遍不信任和猜疑，以至于将别人的动机解释为有恶意的，从成年早期开始，在多种环境下都有体现，表现出下列至少四项症状：
1. 没有根据地怀疑他人剥削、伤害、欺骗自己。
2. 執着于没有必要的怀疑，担心其朋友或共事者的忠诚和可信度。
3. 由于莫名地害怕别人会恶意或不公正地利用自己的信息，不会轻易相信他人，对他人吐露心事。
4. 在别人无害的评語或举动中，读出潜在的侮辱或威胁。
5. 对别人的侮辱、伤害或忽视等，长期耿耿于怀。
6. 相信他人损害自己的名誉或地位，即使在他人看来不是事实，并迅速做出愤怒的反击。
7. 不断无理由地怀疑其配偶或性伴侣有不轨行为。

B. 不在精神分裂症、双相障碍或抑郁障碍，或其他精神病性障碍的病程中出现，也不是由其他躯体疾病所致。
偏执型人格障碍患者生性多疑，常将自己的恐惧投射为他人的恶意动机，将他人无意乃至友好的行为理解为敌意，认为对方对自己不公平、不重视、不信任、不忠诚等，如将适度幽默视作严重人身攻击，将他人帮助解读为看不起自己等等。他们甚至无端认为他人在酝酿对自己的“阴谋”，常注意到常人注意不到的如吞吐舌头之类的细节，并将这些细节视为反映他人恶意图谋的线索；他们常能将任何情形/线索都往既有猜疑上解释，若遇到他人的合理反对，可能将对方也视作“阴谋”的一部分；当朋友表示忠诚与支持时，他们会非常惊讶乃至于无法相信。他们通常拒绝回答任何可能涉及个人的问题，称这些信息为“隐私”、“与他人无关”。他们通常执拗主观、自视甚高，一方面表现出“自我援引”的态度，另一方面对挫折与拒绝十分敏感，对自认为受到的轻视、批评等有强烈的报复心；他们固执地追求自认为应得的权利，且总将过错和责任推卸于他人或环境。很多患者对配偶或性伴侣有着病态嫉妒，对对方与异性的交往表现出极大的不快。
由于无时无刻不在的敌意，也为“保护自己”，一些患者表现为沉默但显然带有敌意的疏远（极端情况下可能将自己完全与社会隔离开来），一些人则相反，变得充满进攻性，喜欢争辩、抱怨，认为自己的世界观是更正确和优越的。他们可能会表现得“客观”“理性”“非情绪化”，但更多时候仍不免情绪不稳，表达出敌意、固执和嘲讽的言语。他们的好斗多疑很容易招致他人的敌意回应，而这却被他们反过来应证自己初始的对他人不信任的预期。可以预料，由于偏执性人格患者缺乏信任与亲密，他们需要强烈的安全感，常对周围人有高度的控制欲，故缺乏灵活性，难以合作；他们可能经常为一点小事提起诉讼。他们可能是某种信念的“狂热者”，与其他同有偏执信念体系的人组成邪教团体。
偏执型人格可能在儿童和青少年期开始发展，表现为孤僻、社交焦虑、学校成绩差、过度敏感、奇特想法/言语、怪异幻想等，常招致取笑。
偏执型人格会使职业功能受损。也常与其他心理障碍共病，如重度抑郁症、焦虑障碍、药物滥用乃至精神病发作等；患上广场恐怖症、强迫症的风险也较高；最常共病的人格障碍类型有分裂型、分裂样、自恋型、回避型和边缘型。在一些情况下，偏执型人格可能出现在妄想性障碍或精神分裂症发生之前。

## 流行病学
调查偏执性人格障碍的盛行率并不容易，因为患者常不认为自己的偏执是不正常的。一些研究表明偏执型人格在人群中的盛行率大致在0.4%~5.1%之间，且男性多于女性。

## 病因

### 遗传因素
偏执型人格障碍受遗传影响，一项研究认为偏执型人格障碍的遗传度约为0.50。此外，此障碍在有精神分裂症家族史的个体中更常见，意味着它可能属于精神分裂症谱系障碍的一部分。

### 心理因素
从认知角度分析，一些偏执型人格患者拥有一种潜意识信念，既认为他人都是怀有恶意、善于欺骗的，又对保护自己免遭他人伤害缺乏自信。

### 社会因素
受歧视与偏见的社会环境、儿童期创伤，以及尤其是低社会经济地位可能促使个体养成怀疑与不信任的习惯，进而称为偏执性人格的诱发因素之一。

## 治疗
治疗偏执型人格非常困难。患者往往只有在重度抑郁、重度焦虑等危机状况下才会求医，且仍不认为偏执本身需要治疗；患者不信任的特点也显然会阻碍治疗过程的开展。认知行为疗法可能有一点效果，主要集中在帮助患者提高处理问题的自我效能感上，以推动他们减少对其他人的敌意和防备。另外还有帮助患者形成针对恼怒情绪的合理应对策略等。

## 预后
偏执性人格预后不佳。并且，患者处于压力状况下症状会加剧，有时出现短暂精神病发作。尽管如此，随着年龄增长和心智成熟，大部分人格障碍都可能有所缓和。